# Héctor Rondón Lovera
Héctor Rondón Lovera em 1962 com a fotografia ganhadora do prêmio
Héctor Rondón Lovera (Bruzual, 25 de novembro de 1933 - 21 de junho de 1984), foi um fotógrafo venezuelano. Foi o ganhador do Prêmio World Press Photo of the Year em 1962 e o Prêmio Pulitzer de fotografia jornalística de 1963 pela sua foto "Ajuda do Padre". É um dos poucos que ganhou ambos prêmios e o primeiro latinoamericano e único venezuelano em ganhar um Pulitzer.

## Biografia
Nascido em uma pequena cidade nas planícies venezuelanas, Rondón Lovera se mudou aos 15 anos para a cidade de Maracay, onde trabalhou por cinco anos como encanador, motorista de táxi e em pequenos eventos esportivos locais de beisebol. Ele se mudou para a cidade de Los Teques, mais perto de Caracas, onde começou como fotógrafo.
Seu primeiros trabalho como tal foram com o departamento de imprensa do Estado Miranda e da então conhecida como PTJ. Depois disto entrou ao diário A República.
No ano 1962, sendo correspondente do citado diário, foi comissionado para cobrir os eventos militares de Porto Cabelo (conhecidos como O Porteñazo). Entre o dia 2 e o 3 de junho desse ano, tomou a fotografia do padre Luis María Padilla (párroco de Borburata e capelão da base naval Agustín Armario) tentando socorrer a um militar mortalmente ferido. Esta fotografia foi publicada inicialmente no diário A República e posteriormente merecedora do prêmio World Press Photo of the Year. Rondón foi ademais galardoado com o Pulitzer de fotojornalismo e com o Prêmio George Polk.

## Reconhecimentos a sua fotografia "Ajuda do Padre"
A fotografia foi distribuída pela Associated Press e foi amplamente publicada e comentada a nível mundial. Ademais foi honrada com a colocação de um mural no canto onde se tomou a fotografia. Em 1965 Norman Rockwell baseou-se na os protagonistas da fotografia para pintar "Southern justice (Murder in Mississippi)". Posteriormente, em 1974, o director de cinema venezuelano Román Chalbaud contratou ao padre Luis María Padilla para reproduzir a cena e que fizesse seu próprio papel no filme "A queima de Judas". Já em 2005, para comemorar os 50 anos da Fundação World Press Photo, se emitiram uns selos comemorativos nos Países Baixos entre os quais se encontra a fotografia de Rondón Lovera com o valor € 0,39.